# Sándor Szombati
Sándor Szombati (* 20. April 1951 in Pécs, Ungarn; † 24. März 2006 in Krefeld) war ein ungarischer Musiker und Künstler, der Klangskulpturen, kinetische Objekte und Magnetobjekte erstellte.

## Leben
Sándor Szombati beschrieb 1993 im Katalog zur Ausstellung im Lehmbruck Museum im Telegrammstil seinen „Lebensklanglauf“ und begann mit folgenden Worten: „1951 Urknall – 1956 erstes Musizieren auf den Sprossen einer Mistkarre.“ Nach dem Abitur 1969 begann 1970 seine „vierfache Grenzüberschreitung.“ Er flüchtete aus Ungarn und kam über Jugoslawien, Italien und Österreich nach Deutschland. Er wurde in Duisburg sesshaft, wo er von 1972 bis 1976 an der Folkwang Universität der Künste in Essen und Duisburg Musik studierte. 1976 zog er in die Künstlersiedlung Schauenhof in Rheinhausen ein. Die Künstlersiedlung hatte Hajo Wiese 1972 gegründet. Dort begann seine „Totalinfizierung mit dem Kunstvirus“, wie Szombati schrieb. Wiese eröffnete 1978 in Friemersheim die Dorfschenke. Szombati mietete ebenfalls in Friemersheim eine Wohnung und unter dem Dach des evangelischen Gemeindehauses an der Wörthstraße ein Atelier. Dort entstanden seine Klangskulpturen und kinetischen Objekte, wozu auch die „Hommage an die Dorfschenke“ gehörte.
Szombati reiste seit seiner Studienzeit in Duisburg immer wieder nach Italien. Dabei lernte er Hans Werner Henze kennen, der 1975 das Cantiere Internazionale d’Arte in Montepulciano gegründet hatte. 1984 stellte Szombati seine Klangobjekte Oggetti sonori beim 9. Cantiere internazionale d’Arte im Palazzo Ricci in Montepulciano zum ersten Mal aus. Anfang des Jahres hatte er seine zukünftige Frau Jutta Hetges kennengelernt und gemeinsam reisten sie im Sommer nach Montepulciano. Henze lud Szombati 1991 zum 16. Cantiere internazionale d’Arte im Museo Civico in Montepulciano ein. Ebenfalls stellte Henze, der gemeinsam mit der Landeshauptstadt München die Münchener Biennale für neues Musiktheater ins Leben rief, 1992 im Rahmen dieser Biennale im Münchner Kulturzentrum Gasteig Pendelarbeiten und weitere Klangobjekte von Szombati aus.

„An beiden Orten, Montepulciano und München, habe ich beobachten können, wie die mit den Steinspielen beschäftigten Besucher allmählich ganz verliebt und verzaubert ausschauten. Sándor Szombati ist ein Magier, der aus den Grenz-Übergängen von Musik, Materie und Bildlichkeit operiert und zart und diskret auf die ganz leisen Dinge der Welt aufmerksam macht, die man „normalerweise“ überhört, oder die vom Großstadtlärm und dem Krachen in unseren Herzen andauernd übertönt werden.“

So beschrieb Henze 1993 im Katalog des Lehmbruck Museums Sándor Szombati, Klangskulpturen seine Erfahrung mit dem Werk von Szombati.
Ab 1990 begann Szombati Skulpturen als kinetische Objekte zu schaffen. Seine Magnet- und Schwebearbeiten, dazu die Gravitations- und Gleichgewichtsobjekte, entstanden in seinem Atelier im Dachgeschoss. Seine dort zu sehenden Experimente und Werke machten auf Besucher den Eindruck eines Labors, schrieb Stephan Wolters 2011 im Katalog zur Ausstellung Retrospektive im Skulpturenmuseum Glaskasten Marl. Seine kinetischen Skulpturen bezeichnete Szombati als Objekte. Dabei wurden sie als Plastiken und Bildhauerei ausgestellt, wie beispielsweise in der Ausstellung Bildhauer in Deutschland 95 im Kunstverein Augsburg. In ihrem Artikel über diese Ausstellung veröffentlichte Doris Schmidt ein Bild seines Werkes non toccare und schrieb: „Konsequentestes Beispiel in der Ausstellung, die zum zweitenmal in der Toskanischen Säulenhalle des Zeughauses stattfindet, ist die hier abgebildete Arbeit von Sandor Szombati.“ Szombati starb im Frühjahr 2006 nach einer schweren Krankheit. Er hinterließ seine Ehefrau Jutta Hetges und die beiden gemeinsamen Söhne János Szombati und Tibor Szombati.

## Museum St. Laurentius

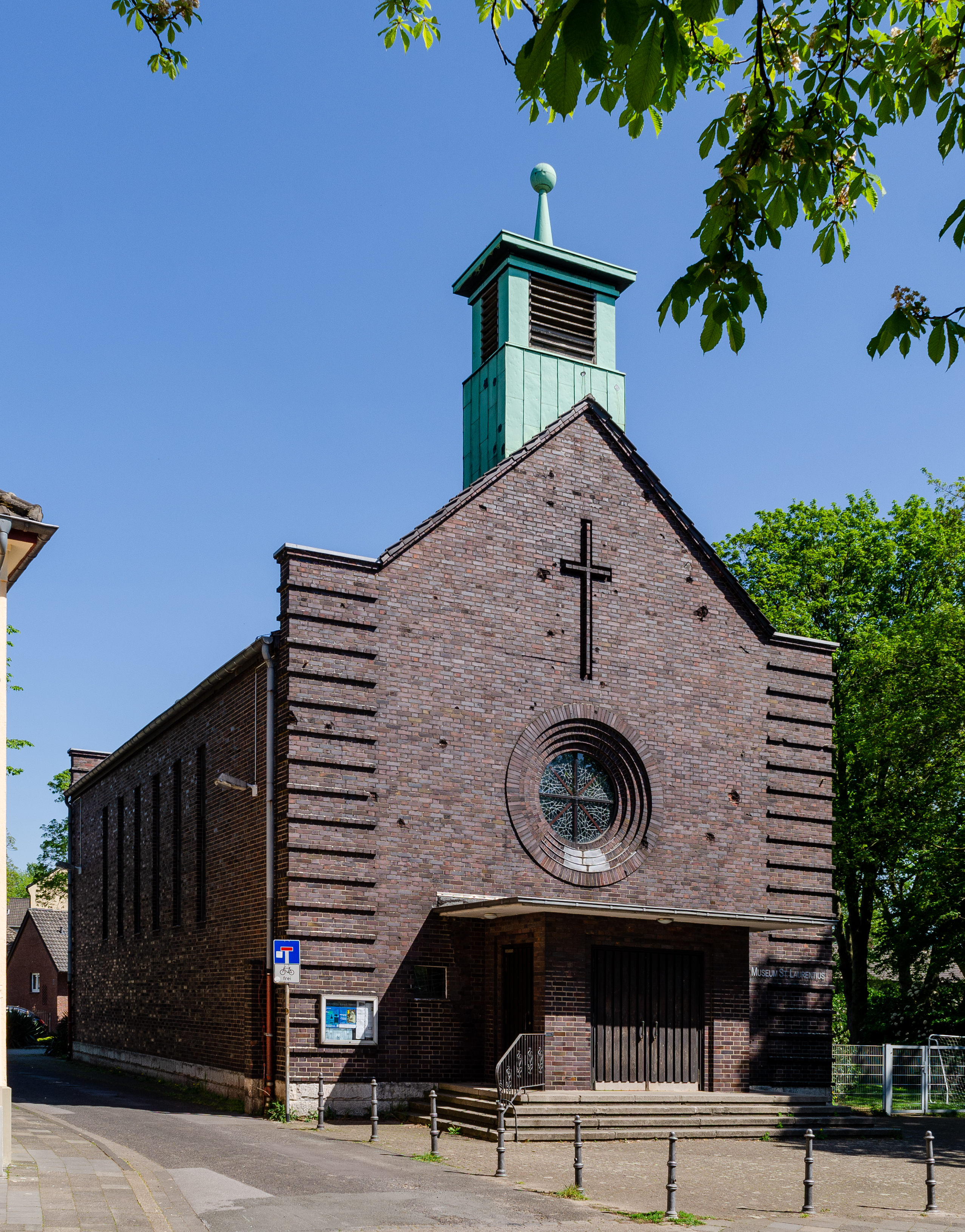
Museum St. Laurentius in der Eisenbahnsiedlung Hohenbudberg

Sechs Jahre nach dem frühen Tod von Szombati kündigte die Evangelische Kirchengemeinde Friemersheim das Atelier, da das Gemeindehaus verkauft wurde. Jutta Hetges und die Freunde von Szombati gründeten einen Förderverein, um seine Werke der Öffentlichkeit zu zeigen. Auf der Suche nach einem geeigneten Ort fanden sie die katholische Kirche St. Laurentius in der Eisenbahnsiedlung Hohenbudberg im Stadtteil Friemersheim. Die als Baudenkmal geschützte Kirche wurde 2008 profaniert und der Förderverein gab sich den Namen Freunde des Museums St. Laurentius e.V., als die Kirche angemietet wurde. Im Oktober 2014 wurde das Museum St. Laurentius eröffnet. Seit diesem Zeitpunkt werden dort als Dauerausstellung zahlreiche Klangskulpturen und kinetische Objekte von Szombati sowie weitere Ausstellungen gezeigt.

## Ausstellungen

### Einzelausstellungen (Auswahl)
- 1993: Klangskulpturen 1992 - 1993, Wilhelm Lehmbruck Museum, Duisburg.

- 1998: non toccare, Magnetarbeiten, Kinetik und Klangobjekte, Galerie Claudia Böer, Hannover. Süd-Nord, Performance im Rahmen der Ausstellung Arktis – Antarktis, Kunst- und Ausstellungshalle der Bundesrepublik Deutschland, Bonn.

- 1999: Permanentmoment, Magnet- und Gravitationsobjekte, Skulpturenmuseum Glaskasten Marl.

- 2001: Neue Magnet- und Gravitationsobjekte, Kunstverein Augsburg. „Klang und Stille“, Rauminstallation, Museum Voswinckelshof, Dinslaken. Magnetarbeiten, Klang, Kinetik, Galerie Monika Beck, Homburg.

- 2011: Sándor Szombati - Retrospektive - Skulpturenmuseum Glaskasten Marl.
- 2012: Bewegung.Stillstand.Schweben, Stadt-Galerie Ahlen
- 2020: Magnet- und Schwebearbeiten, Kunstverein Xanten.
- 2023: Einschnitt. Klang- und Magnetobjekte, Carlernst-Kürten-Stiftung, Unna.

### Ausstellungsbeteiligungen
- 1995: Bildhauer in Deutschland 95, Kunstverein Augsburg. „Schweben – Antigrav in der Plastik“, Skulpturenmuseum Glaskasten Marl.

- 1999: Über den Tellerrand, Galerie Claudia Böer, Hannover.

- 2002/03 Drehen, Kreisen, Rotieren – Kunst in Bewegung, Museum im Kulturspeicher Würzburg, Kunstmuseum Heidenheim, Pfalzgalerie Kaiserslautern und Kunst-Museum Ahlen.

- 2005: Die Sprache des Materials, Skulpturenmuseum Glaskasten Marl.

- 2011: strahlend, aber…?, Galerie Hoffmann, Friedberg.

- 2016–2017: erstaunt, sebastian hempel und sándor szombati, edition & Galerie Hoffmann, Friedberg.
- 2017: Kreis, Kugel, Fläche, Galerie Hoffmann, Friedberg